# Joe Nuttall
Joseph Andre „Joe“ Nuttall (* 27. Januar 1997 in Bury) ist ein englischer Fußballspieler, der seit 2022 bei Scunthorpe United unter Vertrag steht.

## Karriere
Joe Nuttall spielte in der Jugend von Manchester City, bevor der 18-Jährige im Juni 2015 einen Zweijahresvertrag beim schottischen Erstligisten FC Aberdeen unterschrieb. Sein Profidebüt für den Erstligisten gab er am 12. Mai 2016 gegen Heart of Midlothian, als er für Willo Flood eingewechselt wurde. Um Spielpraxis zu sammeln verlieh ihn Aberdeen in der Saison 2016/17 an die schottischen Dritt- bzw. Zweitligisten FC Stranraer und FC Dumbarton.
Im Sommer 2017 erhielt Nuttall keinen neuen Vertrag bei Aberdeen und wechselte daher im Juli 2017 zum englischen Drittligisten Blackburn Rovers. Nach guten Leistungen und fünf Treffern in fünfzehn Pflichtspielen wurde sein nur für eine Spielzeit gültiger Vertrag vorzeitig bis 2021 verlängert. Mit seinem Team stieg er am Saisonende als Tabellenzweiter der EFL League One 2017/18 in die zweite Liga auf, wurde jedoch in der zweiten Saisonhälfte vermehrt in der zweiten Mannschaft des Vereins eingesetzt. 
Am 1. August 2019 wechselte der 22-Jährige zum Drittligisten FC Blackpool. Mit lediglich zwei Ligatoren gelang ihm keine gute erste Spielzeit und zu Beginn der Saison 2020/21 wurde er an den ebenfalls in der dritten Liga spielenden Verein Northampton Town ausgeliehen, wo er verletzungsbedingt nur zu einem Ligaeinsatz kam.
Ende Januar 2022 gab der Viertligist Scunthorpe United die Verpflichtung von Joe Nuttall bekannt.